# جزیره سالای گومز
جزیره سالای گومز (به اسپانیایی: Isla Sala y Gómez)، یک جزیره کوچک خالی از سکنه شیلی در اقیانوس آرام است. گاهی اوقات شرقی‌ترین نقطه در مثلث پلی‌نزی محسوب می‌شود.
جزیره سالای گومز و آب‌های اطراف آن منطقه حفاظت شده دریایی به نام «پارک دریایی جزیره سالای گومز» با مساحت ۱۵۰٬۰۰۰ کیلومترمربع را تشکیل می‌دهند.